# Camille d'Hostun, vévoda de Tallard
Camille d'Hostun de la Baume, duc de Tallard (14. února 1652, Lyon – 20. března 1728, Paříž) byl francouzský šlechtic, diplomat a vojevůdce, který se stal maršálem Francie.

## Vojenská kariéra
Tallardovi bylo poskytnuto pověření na místo ve francouzském vojsku již ve věku 15 let. Později sloužil pod velením prince de Condé v jižním Nizozemí a od roku 1674 pod velením Turenna v Alsasích. V roce 1678 byl povýšen do hodnosti maréchal de camp a v této hodnosti bojoval v devítileté válce (1688–1697).
Jeho přátelství s králem Ludvíkem XIV. mu zajistilo místo úředního činitele. Po válce byl dva roky vyslancem na svatojakubském dvoře, kde se se svými výjimečnými znalostmi evropských politických záležitostí ukázal jako velmi hodnotný služebník. Když král Jakub II. v září 1701 zemřel, uznal Ludvík XIV. nárok Jakubova syna na anglický trůn. Následně Vilém III. Tallarda roku 1702 vyhostil z Londýna.
Tallardova vojenská kariéra dosáhla svého vrcholu během války o dědictví španělské. Dne 7. září 1703 dobyl vévoda burgundský s Tallardem pevnost Breisach. Tallard pak pokračoval k Landau, aby jej v polovině října obklopil svými oddíly a přikročil k obléhání. Vyprošťovací armáda vedená hesensko-kasselským princem byla tvrdě a nemilosrdně rozdrcena Tallardovými silami v bitvě u Speyerbachu 15. listopadu. V důsledku toho Landau padlo o dva dny později. Krátce nato byl Tallard jmenován maršálem Francie.
Roku 1704 byl Tallard vyslán, aby posílil Maximiliánova a Marsinova francouzsko-bavorská vojska na Dunaji, která ohrožovala Marlboroughova a Savojského spojenecká armáda. Tallard se vydal 1. července ze Strasbourgu, ale přestože se šestidenní obléhání Villingen ukázalo jako neúspěšné, (upuštěno od něj bylo 22. července), byl maršál Tallard schopen dovést svých 34 000 mužů přes Černý les a dosáhnout již 5. srpna Ulmu.

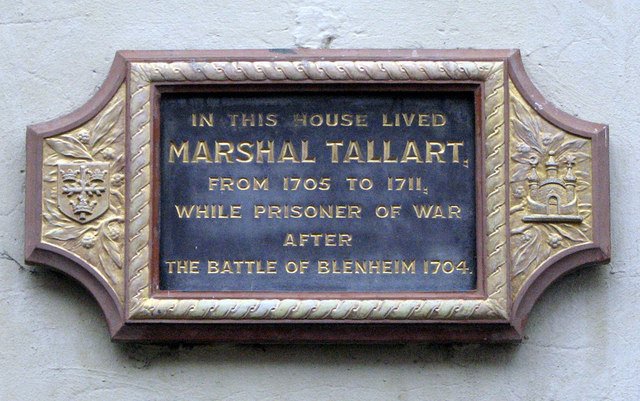
Pamětní deska

Tallard byl postaven do čela velení spojené francouzsko-bavorské armády, ale následná bitva u Höchstädtu 13. srpna 1704 vyústila v úplné zničení jeho sil. Rozhodně poražen, byl zajat a vzat do Anglie a na podmínku, že se nepokusí uprchnout, ubytován v Nottinghamu. Spisovatel Daniel Defoe hlásil, že jeho small, but beautiful parterre, after the French fashion bylo jednou z krás Nottinghamu.

## Pozdní období života
Po svém propuštění v roce 1711 se vrátil do Francie. Přes pohromu u Höchstädtu k němu král Ludvík XIV. nechoval zlou vůli. Tallard byl v roce 1712 povýšen na vévodu a roku 1715 se stal pairem Francie. V závěti Ludvíka XIV. byl jmenován do regentské rady, ale vévoda orleánský závěť anuloval. Roku 1724 Byl zvolen předsedou Académie des Sciences a v roce 1726 se stal státním ministrem.

## Rodina
Oženil se s Marie-Catherine de Grolée de Viriville-La Tivolière a spolu měli jednoho syna;
- Marie Joseph d'Hostun de La Baume-Tallard, vévoda z Hostunu, vévoda z Tallardu (* 1683 – † ?) ∞ Marie Isabelle de Rohan, dcera Herkula Mériadeca, vévodu Rohan-Rohan a Anne Geneviève de Lévis, dcery Madame de Ventadour. Pár neměl potomky; Marie Isabelle byla guvernantkou dětí Ludvíka XV. v letech 1735-1754.